# Северный Сад
Северный Сад — хутор в Миллеровском районе Ростовской области. Официально образован в 2015 г
Входит в состав Первомайского сельского поселения.

## География
Находится в 11 километрах от центра Первомайского сельского поселения — хутора Малотокмацкого.

### Улицы
- проезд Солнечный
- тупик Зелёный
- улица Молодёжная
- улица Плодопитомническая
- улица Производственная
- улица С. Мажурина
- улица Садовая

## История
Населённый пункт с 1946 года, когда в Миллеровском районе образовался плодопитомник и началось строительство жилых домов. Некоторое время он относился к городу Миллерово. В 1991 году хутор присоединили к Первомайскому сельсовету. В то время в хуторе работал плодосовхоз назывался «Северный сад». Потом организация развалилась, а название осталось.

## Население
В 2010 году — 314 человек, в 2016 году — 313 человек.

## Инфраструктура
Дороги в хуторе асфальтированные. Есть электрическое и газовое снабжение, холодная вода, автобусное сообщение.